# Gertrud av Hackeborn
Gertrud av Hackeborn, född omkring 1233, död 1292, var en tysk nunna.
Gertrud av Hackeborn var abbedissa i benediktinklostret Helfta vid Eisleben. Hon var syster till Mechthild av Hackeborn, i vars skrift Liber specialis gratiæ Gertrud skildras som en högt begåvad kvinna med framstående ledaregenskaper. Hon vårdade sig om nunnornas intellektuella fostran, och under hennes tid var Helfta ett av Tysklands mest betydande nunnekloster. Till hennes lärjungar hörde Gertrud av Helfta.